# Bible Black
Bible Black (jap. バイブルブラック, Baiburu Burakku) ist eine japanische Adventure-Erogē-Reihe von Active. Sie behandelt die Erlebnisse einer ganzen Reihe von Schülerinnen und Schülern einer Oberschule, die in okkulte Machenschaften verwickelt und infolgedessen zu diversen sexuellen Handlungen verführt/gedrängt werden. Ab 2001 bis 2005 erfolgten mehrere Verfilmungen als Hentai-OVA-Serien.

## Computerspiele
Am 14. Juli 2000 erschien der erste Teil Bible Black – La noche de walpurgis auf CD für Windows. Er wurde 2006 in den USA als Bible Black: The Game lokalisiert. Am 21. Dezember 2001 erschien eine Adaption als Spiel für DVD-Player (DVD-PG) Bible Black – La noche de walpurgis – DVD the GAME.
Am 24. Mai 2002 erschien dessen Nachfolger das DVD-PG Bible Black 2 DVD the GAME. Beide wurden am 11. April 2003 zu Bible Black DVD the GAME COLLECTOR’S BOX zusammengefasst.
Am 10. Oktober 2003 erschien der 3. Teil der DVD-PG-Reihe Bible Black 3 DVD the GAME. Die limitierte Erstfassung enthielt eine Figur von Kaori Saeki.
Am 26. Mai 2006 erschien eine Adaption des ersten DVD-PG-Spiels als UMD-Video Bible Black Portable-PG, das auf der PlayStation Portable abspielbar ist.
Am 29. September 2006 erschien eine preiswertere Fassung des Original-PC-Spiels als Bible Black – La noche de walpurgis – Slim-ban (Bible Black – La noche de walpurgis スリム版).
Am 25. Juli 2008 erschien das Windows-Spiel Bible Black – The Infection, das am 21. November 2008 als DVD-PG Bible Black – The Infection – DVD the GAME adaptiert wurde.

## Anime
Zu Bible Black wurden von Milky 4 OVA-Serien produziert. In den USA erschienen diese bei Kitty Media und auf Deutsch bei Trimax.

### Bible Black: La Noche de Walpurgis
Die erste Serie Bible Black: La Noche de Walpurgis ist eine Adaption des ersten Computerspiels, bestehend aus sechs Episoden zu je 30 Minuten, die auf VHS und DVD zwischen dem 21. Juli 2001 und dem 25. Juli 2003 veröffentlicht wurden. Am 25. September 2003 erschien mit Bible Black: Kanzenban (BibleBlack 完全版, dt. „Bible Black: vollständige Fassung“) ein 100-minütiger Zusammenschnitt.
Die Reihe handelt von dem 17-jährigen Schüler Minase, der ein rätselhaftes schwarzes Buch findet, welches von einem schulinternen Hexenclub benutzt wurde, um mit satanischen Ritualen die eigenen Ziele zu erreichen. Das Buch verleiht seinem Besitzer außerdem die sexuelle Hörigkeit aller, die er begehrt.
Episodenliste:
1. La noche de Walpurgis
2. La noche de Walpurgis Volume 2
3. Das schwarze Menschenopfer
4. Die schwarze Liebkosung
5. Das dunkle Abendmahl
6. Das dunkle Ende

Im Dezember 2002 wurde die Serie auf Grund der expliziten Sex- und Gewaltdarstellungen indiziert.
Eine gekürzte und von der FSK „ab 18“ freigegebene Fassung wurde unter dem Titel „Im Banne des Satans“ veröffentlicht.

### Bible Black: Gaiden
Die zweite Serie Bible Black: Gaiden (Bible Black 外伝, dt. „Bible Black: Nebengeschichte“) erschien in 2 Episoden zu je 30 Minuten auf VHS und DVD zwischen dem 25. Mai 2002 und dem 25. August 2002. Die deutsche Fassung läuft ebenfalls unter dem Titel Bible Black: La Noche de Walpurgis.
Sie erzählt die mit dem Hexenclub zusammenhängenden Ereignisse. Die Handlung findet 12 Jahre vor den Geschehnissen des ersten Teils statt. Unter anderem erfährt man über die Vergangenheit von Dr. Kitami und Lehrerin Takashiro über ihre Aktivitäten bezüglich des Hexenclubs.
Episodenliste:
1. Der schwarze Tempel
2. Der schwarze Altar

Am 25. Januar 2006 wurden die ersten beiden Serien zusammen mit Extras als Bible Black: Complete Box (Bible Black コンプリートBOX) veröffentlicht.

### Shin Bible Black
Die Serie Shin Bible Black (新バイブルブラック, dt. „Das neue Bible Black“) erschien auf VHS und DVD zwischen dem 25. April 2004 und dem 25. Dezember 2007. Sie setzt die Handlung der ersten Serie mit 6 weiteren Folgen zu je 30 Minuten fort. 
Episodenliste:
1. Die Wiederbelebung
2. Die Wiedervereinigung
3. Die Herrschaft
4. Die Erinnerung
5. Die Unterdrückung
6. Die Vermehrung

Am 25. Juni 2008 erschien mit Bible Black La Lanza de Longinus: Shin Bible Black: Kanzenban ein Zusammenschnitt auf 120 Minuten.

### Bible Black: Only-han
Bible Black: Only-han (Bible Black オンリー版, Bible Black: Onrī-han) besteht aus 2 Episoden zu je 30 Minuten und erschien zwischen dem 25. Juli 2005 und dem 25. April 2006.
Die Handlung hat keinen Bezug zu den anderen Serien. In den beiden Episoden handelt es sich um sexuelle Abenteuer der aus Bible Black bekannten Figuren.